# The Four Seasons
The Four Seasons sind eine US-amerikanische Rock- und Pop-Gruppe aus Newark, New Jersey. Mit über 100 Millionen verkauften Tonträgern zählen sie zu den erfolgreichsten Vokalgruppen der Pop- und Rockgeschichte.

## Geschichte
Die Four Seasons entstanden 1960 aus dem Variety Trio. Frankie Valli, Nickie DeVito, Tommy DeVito, Hank Majewski und Billy Thompson traten später als Varietones auf und nahmen 1956 als Four Lovers die Single You’re the Apple of My Eye auf. Später brachten sie als Frankie Valle & the Romans die Single Come si bella auf den Markt. 1960 verließ Majewski die Band und wurde von Nick Massi ersetzt. Als Village Voices nahmen sie Redlips auf und als Billy Dixon & the Topics entstand I Am All Alone.
Nick DeVito verließ die Band bald. Zunächst kam für kurze Zeit Charlie Calello als Ersatz, dann kam Bob Gaudio. Ab 1962 nannte sich die Band dann Four Seasons. Sie arbeiteten als Chorsänger für Danny & the Juniors und Freddie Cannon. Gaudio war ein erstklassiger Komponist, der 1962 eine Hitwelle für die Four Seasons erzeugte. Kurz hintereinander folgten bei Vee Jay Records Sherry, Big Girls Don’t Cry, Walk Like a Man, Ain’t That a Shame von Fats Domino, Candy Girl und Marlena sowie die Alben Sherry & 11 Others, Big Girls Don’t Cry und Golden Hits, ein Sampler.
Die Band wechselte 1964 zu Philips Records. In diesem Jahr erschienen die Alben Dawn und Rag Doll und die Hitsingles Dawn, Stay, Ronnie, Alone, Rag Doll, Save It for Me und Big Man in Town. In den 1960ern waren die Four Seasons auch weiterhin mit vielen Singles erfolgreich, darunter Bye, Bye, Baby (Baby, Goodbye), Girl Come Running, Let’s Hang On!, Don’t Think Twice (It’s Allright), Working My Way Back to You, Opus 17, I’ve Got You Under My Skin, Tell It to the Rain, Beggin’, Can’t Take My Eyes Off You, C’mon Marianne, Watch the Flowers Grow und Will You Love Me Tomorrow.
Im Jahr 1969 schufen sie dann das Konzeptalbum The Genuine Imitation Life Gazette, in das sie psychedelische Elemente einbauten, was der Kritik ganz und gar nicht gefiel. Auch die Single Patch of Blue floppte. 1970 kam das Album Half & Half auf den Markt, auf dem nur die eine Hälfte aus Four-Seasons-Songs bestand, die andere Hälfte waren „Solo“-Produktionen von Frankie Valli.
DeVito zog sich 1970 von der Band zurück und wurde von Bob Grimm ersetzt, außerdem kam der Drummer Gary Wolfe neu dazu. Es erschien das Doppelalbum Edizione d’oro.
Der weiße Ableger von Motown, Mowest, nahm die Band Anfang 1972 unter Vertrag. Allerdings wurde die Band erst 1975 wieder aktiv. Gaudio und Valli engagierten Don Ciccone (vormals The Critters), Gerry Polci, John Paiva und Lee Shapiro. 1975 bekamen sie mit Who Loves You dann noch einen Hit zustande. 1976 folgten December ’63 (Oh What a Night) und Silver Star sowie die Alben Who Loves You, The Four Seasons Story und Greatest Hits.
Als das Beatles-Cover We Can Work It Out (Ende 1976) und das Album Helicon (1977) in den Charts nur noch mäßig erfolgreich waren, verabschiedete sich Valli von der Band.
Im Mai 1980 begann eine Reunion-Tour der Four Seasons, an der Polci, Ciccone, Larry Lingle und Jerry Corbetta teilnahmen. Die Platte Reunited (1981) floppte und auch 1985, wieder mit Valli, wurde die LP Streetfighter kein großer Erfolg. 1990 wurden die Band in die Rock and Roll Hall of Fame aufgenommen. In Europa kamen sie mit dem Sampler The Very Best Of 1992 noch einmal in die Top 10 der Alben-Charts. 1988 und 1994 kamen Remixe von December ’63 von Ben Liebrand auch noch einmal in die Hitparaden.
Danach erschienen keine weiteren Songs, die Band hat sich aber offiziell noch nicht getrennt und tritt weiterhin auf. The Four Seasons mit ihrem inzwischen 90-jährigen Leadsänger Frankie Valli sind bis Herbst 2024 in Nordamerika auf einer Tournee namens The Last Encore, welche offenbar die letzte Tournee darstellen soll.

## Coverversionen
Die Walker Brothers erreichten 1966 die englische Top Twenty mit The Sun Ain’t Gonna Shine Anymore und blieben drei Wochen Spitzenreiter. The Tremeloes coverten 1967 Silence Is Golden. 1975 waren The Bay City Rollers mit Bye, Bye, Baby sechs Wochen an der Spitze der britischen Charts. Im selben Jahr spielten The Osmonds The Proud One ein und erreichten Platz 22 der amerikanischen Charts.
2007 erreichte das norwegische Hip-Hop-Duo Madcon mit einem Cover des Liedes Beggin’ europaweit hohe Chartplatzierungen. 2021 wurde eine weitere Coverversion durch die italienische Rockband Måneskin ein globaler viraler Hit.

## Musical
Jersey Boys ist ein Jukebox-Musical von Bob Gaudio und Bob Crewe, das 2005 am Broadway uraufgeführt wurde. Es erzählt die Bandgeschichte der Four Seasons und wurde ein weltweiter Erfolg. Unter anderem gab es Inszenierungen im Londoner West End, Las Vegas, Chicago, Toronto, Melbourne und anderen australischen Städten, Singapur, Südafrika und in den Niederlanden. Jersey Boys gewann 2006 vier Tony Awards – auch in der Kategorie „Bestes Musical“ – und 2009 den Laurence Olivier Award als „Bestes neues Musical“. Im Musical werden viele Hits der Band verwendet, unter anderem Big Girls Don’t Cry, Sherry, December 1963 (Oh, What a Night), My Eyes Adored You, Stay und Can’t Take My Eyes Off You.

### Verfilmung
Im Jahr 2013 wurde das Musical unter dem gleichnamigen Titel verfilmt. Regie führte Clint Eastwood, der auch Mitproduzent war. In den Hauptrollen – wie bereits im Musical – ist der Grammy-Gewinner für das beste Show-Album John Lloyd Young als Frankie Valli und Erich Bergen als Bob Gaudio zu sehen. Premiere hatte das biografische Filmdrama am 5. Juni 2014 auf dem Sydney Film Festival. Filmstart in den deutschsprachigen Kinos war am 31. Juli 2014.

## Diskografie
Studioalben

| Jahr | Titel                                              | Höchstplatzierung, Gesamtwochen, AuszeichnungChartplatzierungen (Jahr, Titel, Platzierungen, Wochen, Auszeichnungen, Anmerkungen) | Höchstplatzierung, Gesamtwochen, AuszeichnungChartplatzierungen (Jahr, Titel, Platzierungen, Wochen, Auszeichnungen, Anmerkungen) | Anmerkungen |
| Jahr | Titel                                              | UK | US | Anmerkungen |
| ---- | -------------------------------------------------- | --- | --- | --- |
| 1962 | Sherry & 11 Others                                 | UK20 (1 Wo.)UK | US6 (27 Wo.)US | Erstveröffentlichung: September 1962 Charteinstieg UK: Juli 1963 Produzent: Bob Crewe |
| 1963 | Big Girls Don’t Cry and Twelve Others              | — | US8 (19 Wo.)US | Erstveröffentlichung: Februar 1963 Produzent: Bob Crewe |
| 1963 | Ain’t That a Shame and 11 Others                   | — | US47 (12 Wo.)US | Erstveröffentlichung: 1963 Aufnahme: Stea-Phillips Sound Studios, New York Produzent: Bob Crewe; letztes Studioalbum bei Vee Jay Records |
| 1964 | Born to Wander                                     | — | US84 (9 Wo.)US | Erstveröffentlichung: Februar 1964 Produzent: Bob Crewe; erstes Philips-Album, enthält mehrere Folk- und Folkpop-Cover |
| 1964 | Dawn (Go Away) And 11 Other Great Hits             | — | US6 (25 Wo.)US | Erstveröffentlichung: März 1964 Produzent: Bob Crewe enthält mehrere Doo-Wop-Cover |
| 1964 | Rag Doll                                           | — | US7 (26 Wo.)US | Erstveröffentlichung: Juli 1964 erstes Album fast ausschließlich mit Songs von Bob Gaudio |
| 1965 | The 4 Seasons Entertain You                        | — | US77 (13 Wo.)US | Erstveröffentlichung: März 1965 Produzent: Bob Crewe |
| 1965 | Big Hits by Burt Bacharach … Hal David … Bob Dylan | — | US7 (26 Wo.)US | Erstveröffentlichung: November 1965 Produzent: Bob Crewe enthält sechs von Bacharach/David geschriebene und sechs Bob-Dylan-Songs |
| 1966 | Working My Way Back to You                         | UK— PlatinUK | US50 (15 Wo.)US | Erstveröffentlichung: Januar 1966 Produzent: Bob Crewe |
| 1967 | New Gold Hits                                      | — | US37 (25 Wo.)US | Erstveröffentlichung: Mai 1967 Produzent: Bob Crewe enthält sieben neue und drei bereits zuvor veröffentlichte Songs |
| 1969 | The Genuine Imitation Life Gazette                 | — | US85 (11 Wo.)US | Erstveröffentlichung: Februar 1969 Produzent: Bob Gaudio von Bob Gaudio mit Jake Holmes geschriebenes Konzeptalbum |
| 1970 | Half & Half                                        | — | US190 (2 Wo.)US | Erstveröffentlichung: Mai 1970 Produzenten: Bob Crewe, Bob Gaudio; letztes Philips-Album, enthält zur Hälfte Soloaufnahmen von Frankie Valli |
| 1972 | Chameleon                                          | — | — | Erstveröffentlichung: Mai 1972 |
| 1975 | Who Loves You                                      | UK12 Gold · (17 Wo.)UK | US38 (31 Wo.)US | Erstveröffentlichung: November 1975 Gesang: Bob Gaudio, Don Ciccone, Frankie Valli, Gerry Polci, John Paiva, alle Songs geschrieben von Bob Gaudio und seiner Frau Judy Parker Produzent: Bob Gaudio; erstes Warner-Album; Aufnahme: The Sound Factory, Hollywood |
| 1977 | Helicon                                            | — | US168 (5 Wo.)US | Erstveröffentlichung: 13. April 1977 alle Lieder stammen erneut von Gaudio und Parker; Produzent: Bob Gaudio |
| 1985 | Streetfighter                                      | — | — | Erstveröffentlichung: August 1985 |